# Docimodus
Docimodus (Gr.: „dochmos“ = schräg, schief + „odon“ = Zahn) ist eine Gattung aus der Familie der Buntbarsche (Cichlidae), die im östlichen Afrika im Malawisee, im Malombesee und im oberen Shire vorkommt.

## Merkmale
Docimodus-Arten erreichen Längen von 20 bis 25 cm und besitzen einen gestreckten Körper, der etwa dreimal so lang wie hoch ist. Das Kopfprofil ist abgerundet. Charakteristisch für die Gattung ist die Bezahnung. Beide Kiefern haben drei bis fünf Zahnreihen. Die Zähne sind einspitzig oder dreispitzig, die der äußeren Reihe sind breit, kräftig und nach innen gebogen.
Docimodus-Arten sind grau bis beige gefärbt. Ein dunkler Längsstreifen erstreckt sich vom „Nacken“ bis zum oberen Bereich des Schwanzstiels. Junge Exemplare fressen Aufwuchs und Plankton und betätigen sich auch als Putzerfische, während die ausgewachsenen Tiere Schuppen- und Flossenfresser sind. Ihre Opfer sind größere Fische, vor allem Welse (Gattungen Bagrus und Clarias). Wie fast alle Buntbarsche des Malawisees sind die Docimodus-Arten Maulbrüter.

## Arten
- Docimodus evelynae Eccles & Lewis, 1976
- Docimodus johnstoni Boulenger, 1897